# Stepan Petrovich Schipachev

Stepan Petrovich Schipachev

Stepan Petrovich Schipachev (tiếng Nga: Степан Петрович Щипачёв; 26 tháng 12 năm 1898 – 31 tháng 12 năm 1979) là một nhà thơ Nga Xô Viết.

## Tiểu sử
Stepan Schipachev sinh ở làng Schipachi, tỉnh Sverdlovsk vùng Ural trong một gia đình nông dân, sớm mồ côi bố mẹ cậu bé phải bán hàng và làm công nhân từ nhỏ. Những năm 1919-1931 ông phục vụ trong quân đội. Năm 1923 in tập thơ đầu tiên ở Simferopol, vùng Crimea. Năm 1934 ông tốt nghiệp khoa văn trường Đại học giáo sư đỏ (Институт Красной профессуры). Thập niên 1930 là thời kỳ ông viết được nhiều bài thơ hay nhất. Ngoài thơ, ông còn viết truyện nhưng thể loại thành công nhất là thơ trữ tình. Năm 1939 ông tham gia giải phóng miền tây Ukraina. Những năm Chiến tranh thế giới thứ hai ông làm việc ở ngành xuất bản quân đội.
Stepan Schipachev được tặng nhiều huân, huy chương của nhà nước Liên Xô. Năm 1973 tuyển tập tác phẩm của ông gồm 3 tập được xuất bản. Thơ của ông được dịch ra nhiều thứ tiếng, trong đó có tiếng Việt.

## Tác phẩm
- По курганам веков (1923)
- Одна шестая (1931)
- Наперекор границам (1932)
- Под небом Родины моей (1937)
- Лирика (1939)
- Фронтовые стихи (1942)
- Строки любви (1945)
- Славен труд (1947)
- Стихотворения (1948)
- Товарищам по жизни (1972)
- Домик в Шушенском (1944)
- Павлик Морозов (1950)
- Наследник (1965)
- Песнь о Москве (1968)
- 12 месяцев вокруг Солнца (1969)
- Березовый сок (1956)

## Một vài bài thơ
| Hãy gìn giữ tình yêu Hãy gìn giữ tình yêu và hãy nhớ rằng Qua tháng năm càng quý tình hơn cả. Tình - đâu chỉ là đi dạo dưới trăng Đâu chỉ tiếng thở dài trên ghế đá. Có tất cả: cả tuyết bột, bùn lầy Bởi cùng nhau sống đến ngày đầu bạc. Tình yêu giống như một bài hát hay Mà bài hát đâu dễ dàng sáng tác. Ánh sáng của ngôi sao Ánh sáng của ngôi sao ban chiều Giữa trời cao lấp lánh Khu vườn trầm tư mặc tưởng Và anh bỗng thấy cô liêu. Ánh sáng ở đây, bên anh Ánh sáng của ngôi sao xa thẳm Đi qua hàng nghìn năm ánh sáng Ánh sáng của sao chạy đến bên anh. Còn em cách xa có một dặm đường Liệu có còn lâu sửa soạn Và để cho anh không phải đoán Em hãy đến bây giờ với người thương. Có phải đã quên Có phải đã quên ánh mắt của em Và nụ hôn nồng cháy Nếu như không chỉ một lần Qua nước mắt gương mặt em anh thấy. Nhưng để cho phía trước không còn lại Thì tai họa xin cứ đến lúc này Em là nỗi đau trong lồng ngực anh đây Và sẽ còn mãi mãi. | Khi em bên anh Khi em bên anh – anh quý từng khoảnh khắc Có thể là phía trước, những tháng năm Ta sẽ xa nhau mà không biết được rằng Không bao giờ hai đứa còn gặp mặt. Chỉ những ngôi sao trong giờ gặp gỡ Vẫn cứ toả ra ánh sáng của mình Ở đâu trong đời giá băng, khi đó Anh còn tìm ra dấu vết của em. Em cứ gọi điều này Em cứ gọi điều này như ý muốn. Hai chúng mình bỗng thấy quý nhau hơn Quan tâm đến nhau hơn và dịu dàng Nhưng có điều gì làm em lo lắng? Anh lại cũng hay tin vào giấc mộng Và lại cũng hay suy nghĩ, thẫn thờ Tình càng mạnh, càng rõ một điều là Vì tình yêu mà chúng mình lo lắng. Em hãy tin rằng Em hãy tin rằng: em trong cuộc đời anh Là tất cả: hạnh phúc và tai họa Trong cuộc đời anh có thể dối em Nhưng trong thơ thì anh không thể. Ôi, giá như vào khung cửa sổ Em nhìn vào số phận của anh Cả hai ta đều không biết được rằng Ai ở gần hơn cái chết. Chỉ một điều anh tha thiết Cứ mỗi ngày sẽ mạnh hơn Anh mong cho tình anh Sẽ cứu anh thoát chết. Bản dịch của Nguyễn Viết Thắng |